# Abbaye Saint-Remi de Reims
L'abbaye Saint-Remi de Reims est une ancienne abbaye bénédictine de Reims, devenue aujourd'hui le musée Saint-Remi de Reims. Vers 760, Tilpin, archevêque de Reims, fonde l'abbaye Saint-Remi et y installe une communauté religieuse bénédictine qui y restera jusqu’à la Révolution française. L'abbaye connut un développement économique et spirituel remarquable au Moyen Âge, et une renaissance tout aussi importante aux XVIIe et XVIIIe siècles. Pour l’onction des rois, qui s’effectuait dans la cathédrale de Reims, l’ampoule contenant le chrême, ou huile sainte, était apportée de l’abbaye de Saint-Remi. L’abbaye de Saint-Remi exerce sa domination sur les paroisses relevant de son ban et sur deux collégiales, dont celle de Saint-Timothée.

## Histoire
Un premier monastère fut peut-être fondé par saint Remi, évêque de Reims, où il fut inhumé en 533. Vers 750-770 (ou en 790, selon les sources), l'évêque Tilpin fonde une abbaye de bénédictins sur le tombeau de saint Remi, devenu lieu de pèlerinage. 
Vers 852, Hincmar demande la reconstruction de l'édifice abritant  les reliques de saint Remi ainsi que la sainte ampoule.
En 1010, l'abbé Airard (1007-1035) l'un des premiers abbés élus par les moines lance la reconstruction de l'abbaye. Une grande église romane voit le jour, remaniée sous l'abbatiat de Thierry (1036-1048). L'abbatiale avec rang de basilique est consacrée par saint Léon IX, le 2 octobre 1049.
Hérimar (1048-1076), reçoit de Manassès de Châtillon (sur-Marne), dit Le Chauve, vidame de Reims, des terres à Viré pour y bâtir une ferme contre une rente de 100 sols, acte confirmé en 1053 par l'oncle du donateur Gui de Châtillon archevêque de Reims, en présence de Roger, comte de Porcien ; Manassès comte de Réthel; Renaud comte de Soissons; Gui Ier de Châtillon, seigneur de Châtillon, neveu de l'archevêque, et cousin du donateur, Geoffroi, Miles et Aleman, chevaliers de Châtillon, témoin d'un accord entre Manassès, comte de Porcien, son neveu avec Gervais de Belleme archevêque de Reims, en 1055.
La vie monastique, florissante au XIIe siècle, décline avec la guerre de Cent Ans. Sous Louis XI, l'abbaye passe en commende et est dirigée par un Grand-Prieur. La majorité des abbés commendataires délaissent l'abbaye.
En 1627, Athanase de Mongin introduit la réforme de l'ordre de Saint-Benoît. L'abbaye adhère à la congrégation de Saint-Maur.

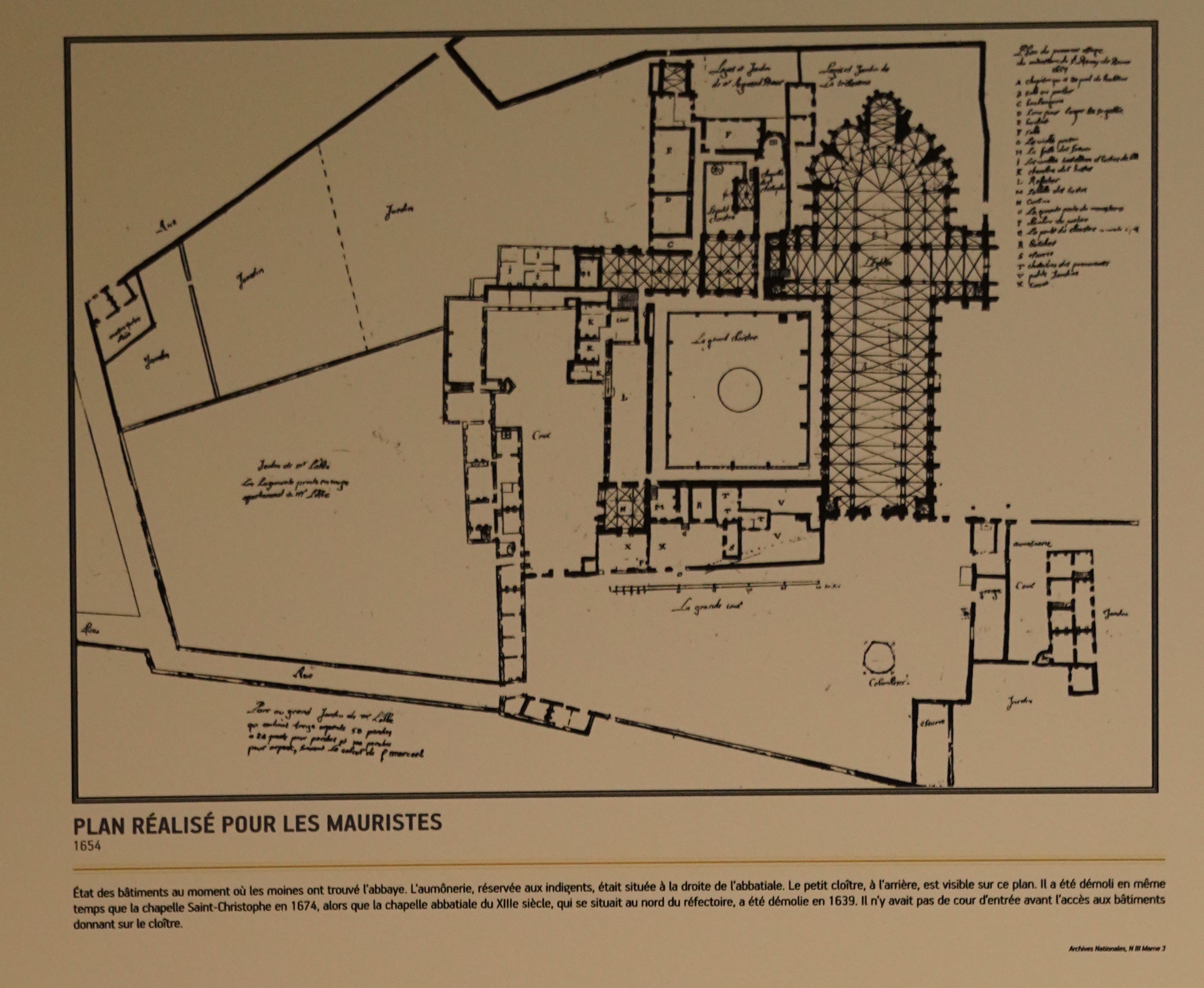
En 1654 avant les travaux de la réforme mauriste.

L'abbatiale et les cloîtres de Saint-Remi sont presque entièrement détruits par un terrible incendie, qui éclate dans l'abbaye, la nuit du 15 au 16 janvier 1774. Un grand nombre des inestimables trésors de la bibliothèque (900 manuscrits), qui contenait 20 000 volumes, périssent dans cette catastrophe, entre autres le célèbre manuscrit des fables de Phèdre du VIIIe siècle,, le cartulaire connu sous le nom de Polyptyque de Saint-Remi, commencé, dit-on, par l'évêque de Reims, Leudégisile, vers 634; la collection des actes capitulaires et deux histoires inédites de l'abbaye, par les bénédictins dom Égée et dom Levacher.

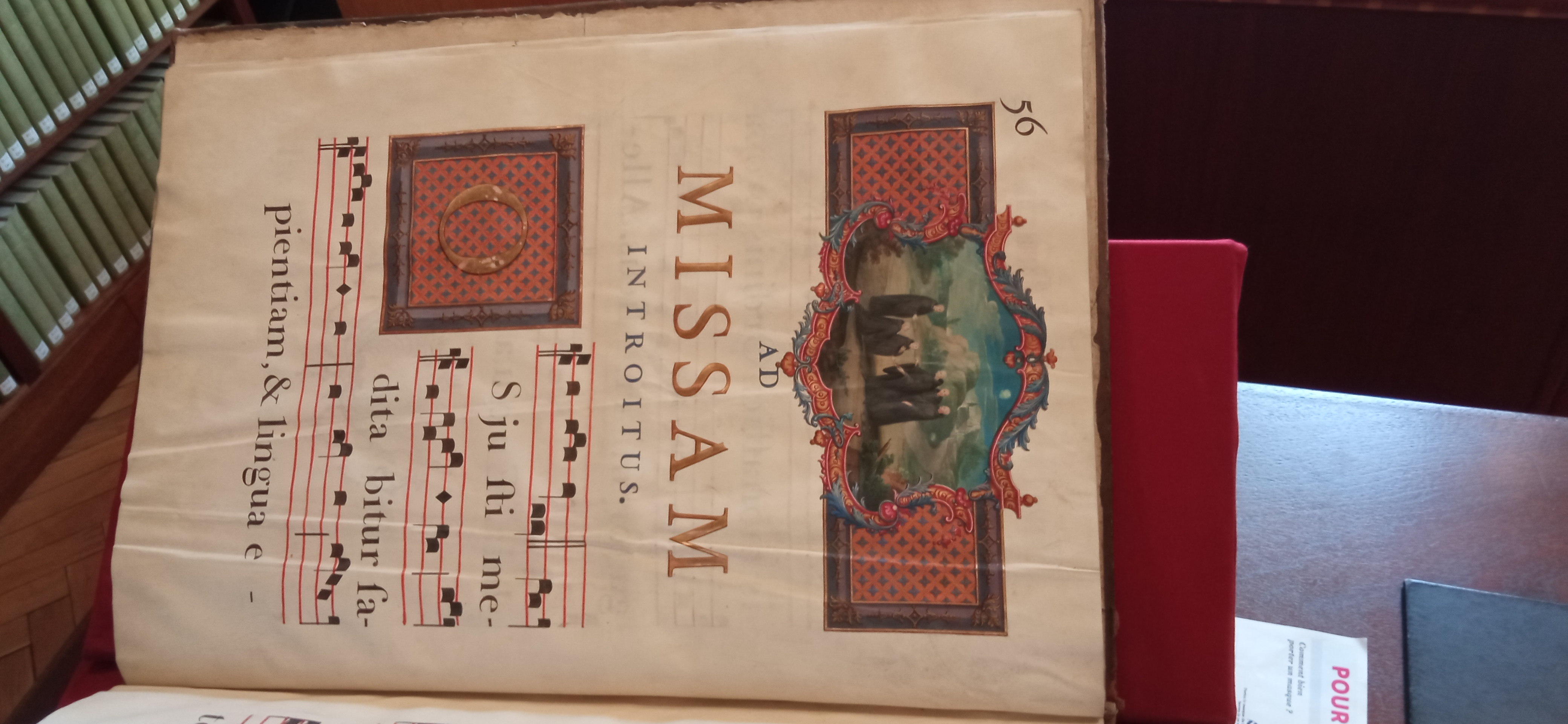
Antiphonaire manuscrit du XVIIIe siècle.

On a heureusement sauvé des flammes le livre des Origines de saint Isidore, écrit vers l'an 750 ; le pontifical de l'archevêque Hincmar, de l'an 780 ; un sacramentaire de saint Grégoire, qui date de 799, et les Heures de la reine Emma, épouse de Louis d'Outremer. Reconstruits après l'incendie, les bâtiments de l'abbaye sont entièrement modernes. L'architecte Louis Duroché, restaure la cour, l'escalier et la façade actuelle.
Le 13 février 1790, l'Assemblée constituante prononce l'abolition des vœux monastiques et la suppression des congrégations religieuses. Les religieux sont expulsés en 1793. L'abbaye sert alors de caserne militaire.

### Fonction hospitalière
Il avait depuis longtemps un hospice d'accueil, cf. les bâtiments en bas à droite sur l'image ci-dessus. Elle sera transformée, dans son intégralité, en hôpital militaire en 1796 jusqu'en 1816, puis en Hôtel-Dieu à partir de juin 1827. Elle devient l’hôpital civil de 1905 jusqu’à l’entre-deux guerres.
Le cloître de l'abbaye est classé au titre des monuments historiques par la liste de 1889 ; arrêté des 15 avril 1920 et 1er décembre 1933, divers autres éléments de l'abbaye seront également classés.

### Transformation en musée
Aujourd'hui les locaux de l'abbaye contiennent le musée d'Histoire et d'Archéologie de Reims. L'abbatiale est devenue église paroissiale, toujours avec rang de basilique.
L'ancienne abbaye royale bénédictine a été classée patrimoine mondial par l'UNESCO en 1991.

## L'église abbatiale
Deux églises collégiales (Saint-Timothée, et Saint-Côme-et-Saint-Damien) et, une paroissiale (Saint-Julien) étaient associées à Saint-Remi. L'aumônerie avec une chapelle Saint-Laurent se trouvait au sud de l'abbatiale, alors que les bâtiments monastiques se trouvaient au nord. Le logis de l'abbé se situait au nord du grand cloître. L'infirmerie, avec une chapelle dédiée à Saint-Christophe, occupait le petit cloître, situé à l'est de la salle capitulaire.

## Abbés

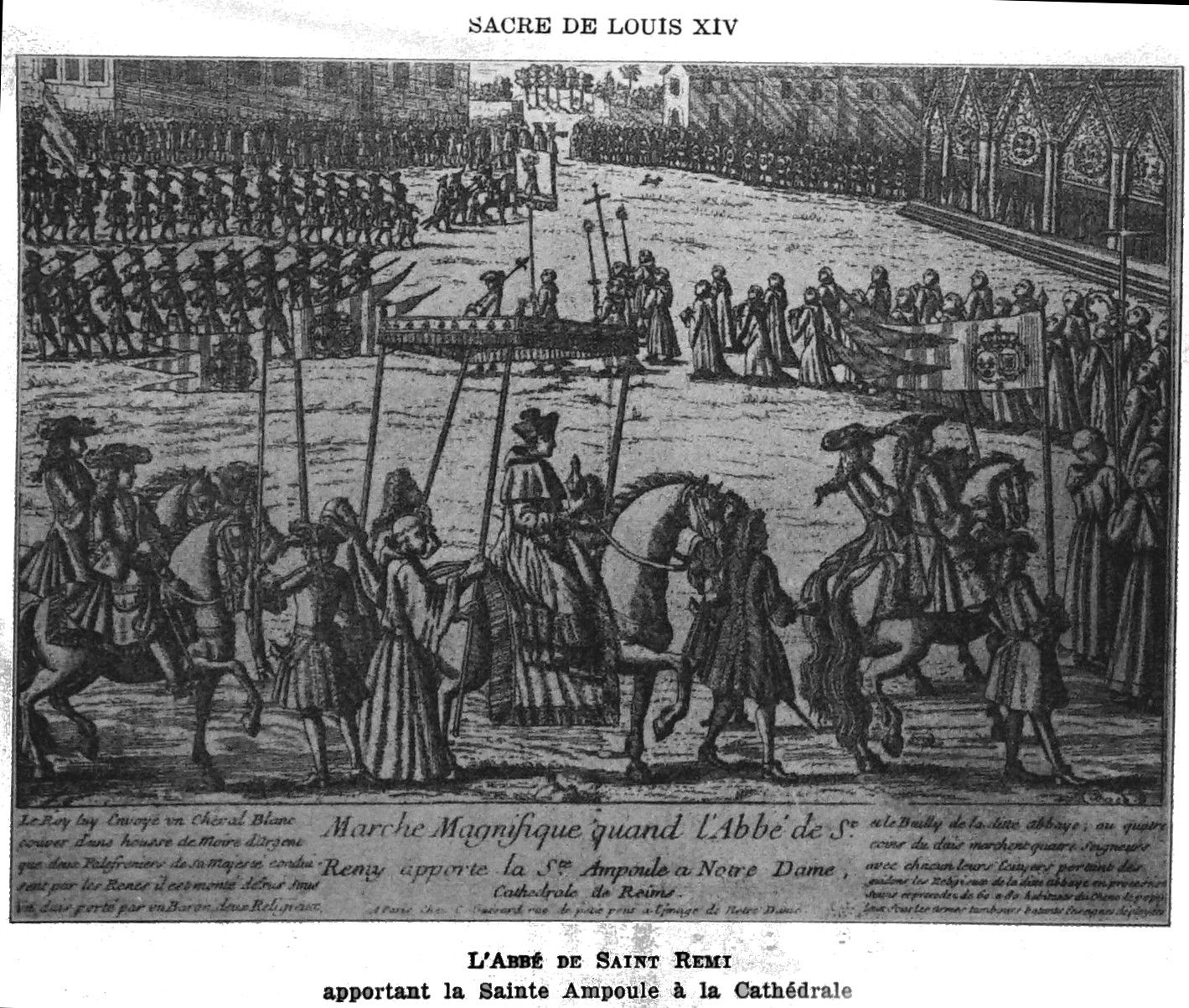
Les abbés apportaient la Sainte Ampoule pour le couronnement du roi, ici celui de Louis XIV.

### Les abbés réguliers
Le fondateur Tilpin se réserve le nom d'abbé. Ensuite les archevêques de Reims sont les abbés de Saint-Remi. Hugues de Vermandois est le dernier archevêque à porter la dignité d'abbé. En 945, il y a nomination d'un abbé indépendant.

### Les abbés commendataires
En 1482 commence la série des abbés commendataires avec Robert de Lenoncourt
- Robert de Lenoncourt
- Henri de Lorraine
- Jean-François-Joseph de Rochechouart (1708-1777)

## Prieurs, moines et personnalités
- Gossuin d'Anchin (ca 1085-1165), sollicité pour reconstituer l'abbaye.
- Athanase de Mongin (1589-1633).
- Jean Mabillon (1632-1707), historien français.
- Jean-Baptiste Alaydon (1671-1691).
- Pierre Chastelain (1709-1782), auteur d'un ouvrage sur la vigne.

## Prieurés
L'influence de l'abbaye s'étend sur les prieurés où elle envoie ses religieux et recueille les revenus : Rethel, Chagny, Senuc, Condes, fondé en 961 par l'abbé Hugues, Le Chesne, Marcoul, Haschbach, et les prévôtés d'Echarson, Braux-Saint-Remy, Dhuizel, Courtisols, cédé au séminaire de Châlons en 1702, Louvemont, Grandpré, Saint-Thomas.
La prévôté de Meerssen dépendait de l'abbaye Saint-Remi qui l'a échangé ensuite contre deux prieurés dépendant l'abbaye Notre-Dame d'Eaucourt

## Contributions
L’archevêque de Reims et l’abbaye Saint-Remi sont les acteurs principaux de la vigne en Champagne médiévale. Ils exploitaient chacun en régie direct près de 40 hectares de vignes au XIVe siècle.

## Le patrimoine foncier de l’abbaye
Carloman, frère de Charlemagne inhumé en l'église abbatiale de Saint-Remi, lui donne la terre de Neuilly (Novion ou Neuvizy).
En 968, la reine Gerberge de Saxe, fille du roi Henri I, épouse de Louis IV, fait don de tous ses biens de l'alleu de Meerssen.
La motte castrale de Coucy, édifié sur ordre de l’archevêque de Reims, Hervé. Coucy demeura sans doute un fief des archevêques de Reims ou de l'abbaye Saint-Remi jusqu’à la fin du Xe siècle.
Jean-Pierre Devroey indique que les biens de l'Église de Reims et ceux de Saint Remi furent pratiquement confondus jusqu'aux premières années du IXe siècle. Il paraît assuré qu'entre l'épiscopat de saint Rieul (670-696) et la date de 945, qui est celle de la nomination d'un abbé indépendant, le temporel du domaine cathédral et de Saint-Remi formait une seule entité. La rédaction d'un polyptyque est la manifestation d'un premier effort pour distinguer le domaine de l'un et de l'autre. 
Liste des cens du Polyptyque de Saint-Remi :
Il recense 24 fiscs, vers le milieu du IXe siècle, composés chacun d'une manse seigneuriale (Mansus Domminicatus) et des manses tributaires, dans le pays rémois (Pagus Remensis), le Laonnois (Pagus ?), le Tardenois (Pagus Tardinensis) et le Porcien (Pagus Porcensis).
- I. Adenaus : Anthenay ?
- II. Mutalio, Mutationes : Muizon
- III. Floreius : Fleury-la-Rivière
- IV. Alhiliacus : Aubilly
- V. Baconna : Baconnes
- VI. Vicus Sancti Remigii : le bourg Saint-Remi, à Reims
- VII. Lurba : Lalobbe
- VIII. Trielonpus : Treslon
- IX.Gothi : Gueux
  - Clariceilus : Clairiset
  - Corcheracu : Cuchery
- X.Decima de abbatia Sancti Timothei, ad hospititum Sancti Remigii : Décime de l'abbaye Saint-Timothée de Reims, à l'hospice Saint-Remi.
  - Insula super Suppia : Isles-sur-Suippe
  - Loca ad portam monasterii Sancti Remigii deputata : à la porte du monastère de Saint-Remi.
- XI.Nantoilus : Nanteuil-la-Fosse
- XII.Tasiacus : Taissy ou Taizy
- XIII. Notitia census debiti villarum Sancti Remigii : Abbaye Saint-Remi
- XIV. Luperciacus : Louvercy
- XV. Villaris :
- XVI. Insula Catzeia : Chézy-l'Abbaye
- XVII. Curtis Agutior : Aguilcourt
- XVIII. Baina : Beine
- XIX. Beconis Villa : Baconnes
- XX. Vicus : avec une église sous le vocable de saint Remi.
- XXI. Gerso : Gerson
- XXII. Salix sancti Remigii : Sault-Saint-Remy
- XXIII. Villina :
- XXII. Sanctus Ililarius : Saint-Hilaire-le-Grand

En 961, Hugues IV de Bassigny, comte de Bassigny et de Bolenois, fait don de la curtis de Condes pour être inhumé à Saint-Remi et lègue le Val-de-Rognon aux chanoines.
La charte de fondation de la collégiale Saint-Timothée de Reims du 13 juin 1064 prévoit que l'abbé de Saint-Remi a le droit de collation aux prébendes de la collégiale.
Le 14 décembre 1145, une bulle du pape Eugène III précise les possessions de l'abbaye Saint-Remi et cite Alendusium (Alland'Huy) qui apparaît déjà dans le Polyptyque de Saint-Remi.
Vrizy est cité pour la première fois en 1154 dans un acte pontifical sous Adrien IV, comme étant un des biens de l'abbaye Saint-Remi ,.
En 1207, une charte de franchise pour les habitants du Chesne est signée entre Hugues II comte de Rethel et Guy, abbé de Saint-Remi
En 1234, un accord est signé entre l’abbaye Saint-Remi et la communauté d’Amagne par lequel l’abbaye se décharge de la couverture de l’église.
Depuis le Moyen Âge, l'abbaye possède une seigneurie à Hermonville. En juin 1230, une charte de franchises, limitant les droits seigneuriaux, est concédée par l'abbaye Saint-Remi aux habitants d'Hermonville . En 1353, il y a un conflit entre Gui de Cheppes, qui possède une autre seigneurie à Hermonville  et tient un fief à Neuvizy, et l'abbaye Saint-Remi. Un accord est passé le 7 avril 1374 entre les religieux de Saint-Remi et les jurés et habitants d'Hermonville, par lequel ces derniers ont droit de tenir un ban avant la moisson de chaque année, et de fixer le jour pour l'ouverture de la moisson. Elle est composée en 1749 de près de 80 maisons, situées dans différents endroits du village d'Hermonville et mêlées avec les autres seigneuries. La plus grande partie du terroir d'Hermonville et plusieurs maisons du village sont en franc-alleu, ne payant aucun droit à qui que ce soit mais sont mêlés avec les héritages sujets à droits de cens envers les différents seigneurs et les religieux de Saint-Remi prétendent sur ces francs-alleus la juridiction qui leur est contestée par les autres seigneurs.
La vigne de Murigny, que l'on appelle « le clos » était une cense de l'abbaye de Saint-Remi.
Ce clos apparaît pour la première fois dans une confirmation de possessions faite par le Pape Honorius III en 1218 : vinea de murineio que Clausum dicitur. En 1226, dans une lettre de l’abbé Pierre le Boiteux qui octroie 200 muids de vin de pitance au couvent de Saint-Remi, à prendre sur les vignes du clausum de Murigny.

## Droit de patronage
Le chapitre de l'abbaye avait le droit de patronage (présentation à la cure), c'est-à-dire de présentation à l’évêque et de nomination d'un desservant aux églises ou cures (paroisses) dont l'abbaye est patron et où il percevait les grosses dîmes : Bazancourt, Cernay-en-Dormois, Champfleury, Chigny, Condé-sur-Marne, Crugny, Fontaine-en-Dormois, Isles-sur-Suippe, Louvois, Massiges, Rilly-la-Montagne, Sacy, Saint-Jean-sur-Tourbe, Serzy, Trois-Puits, Vienne-le-Château, Ville-en-Selve.
L'abbaye touchait cinq douzièmes des dîmes à Minaucourt et Wargemoulin.

## Galerie

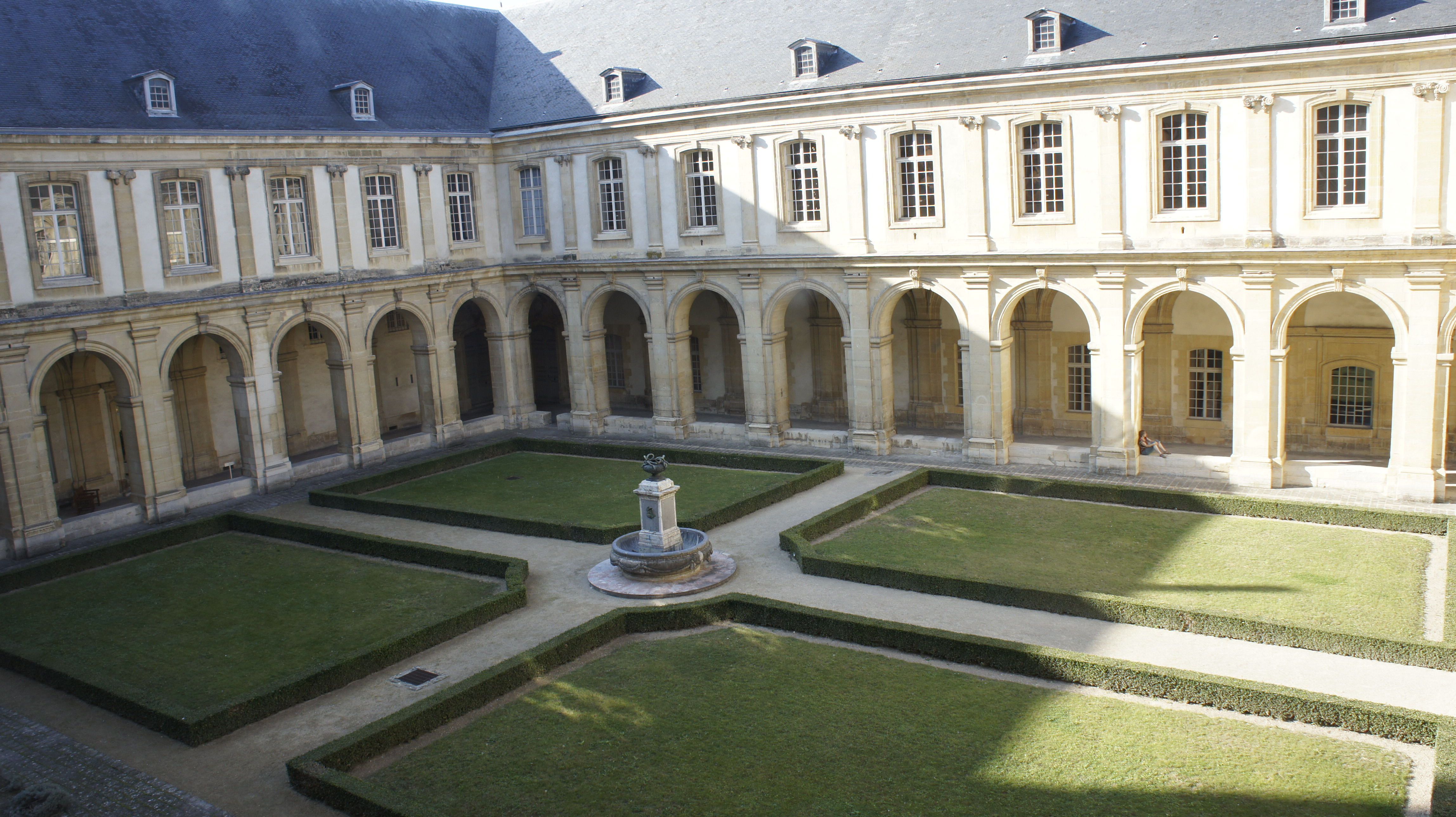
Le cloître Classé MH (1889).
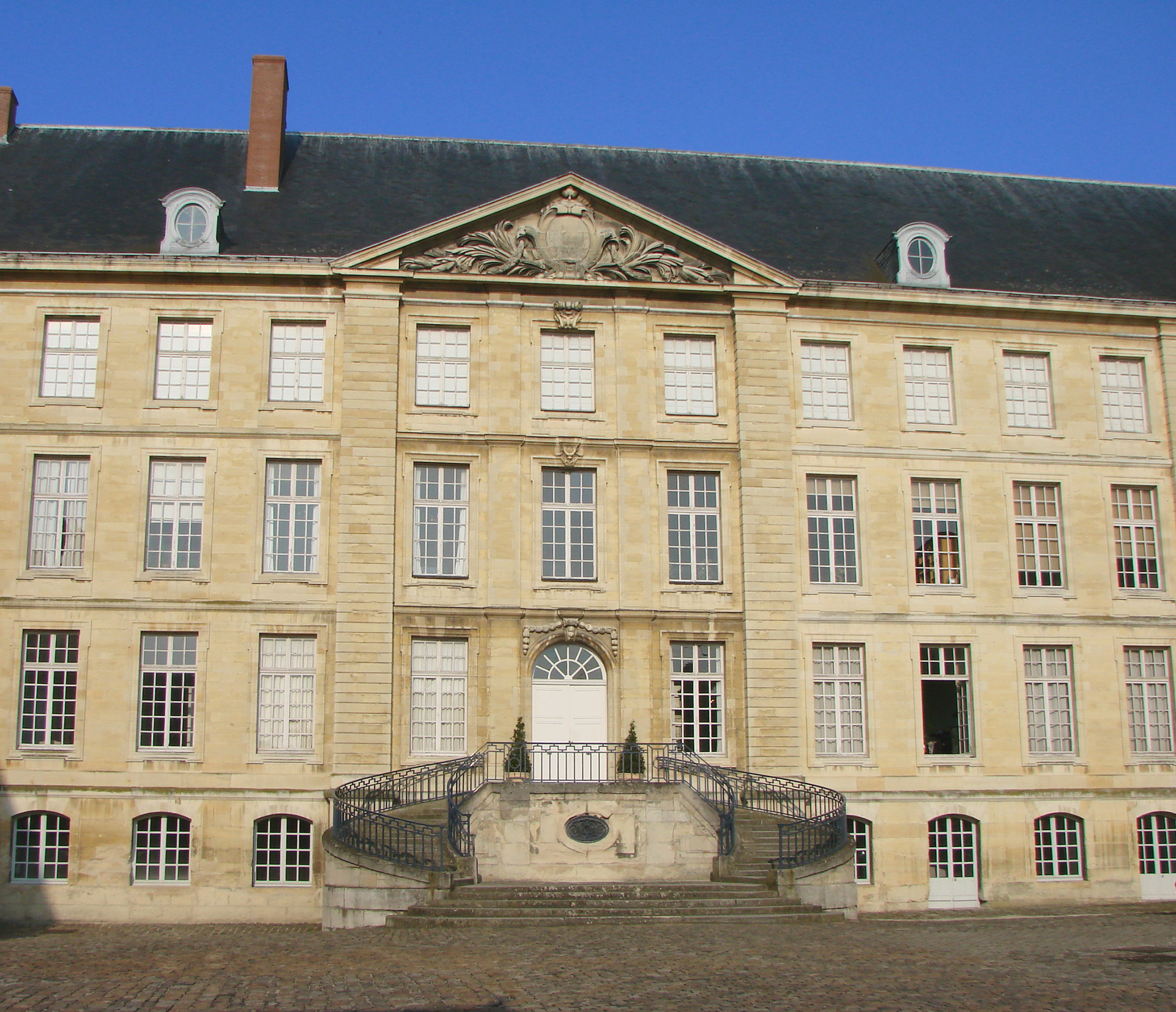
Façade de la cour d'honneur avec le grand escalier Louis XVI Classé MH (1920).
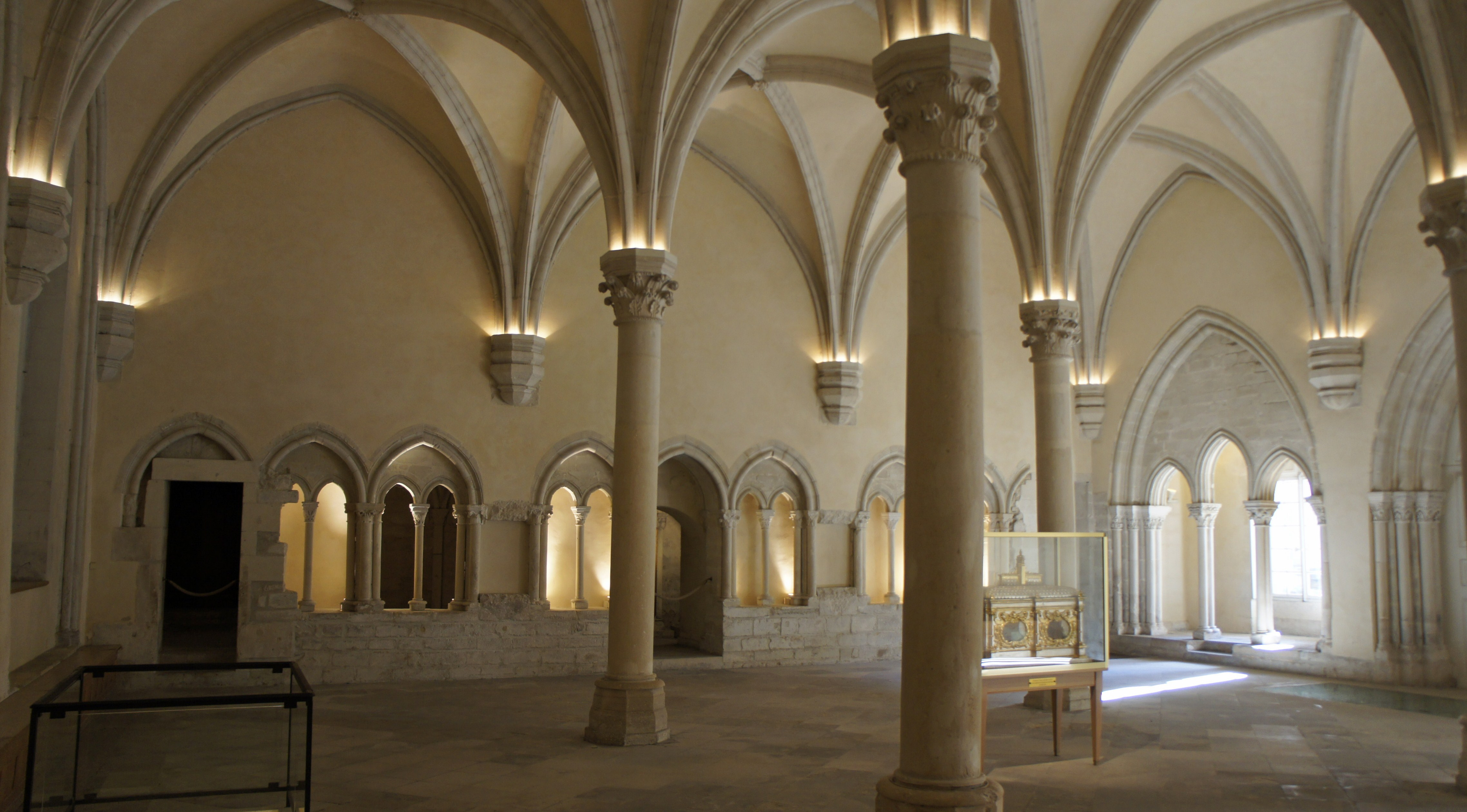
Salle capitulaire Classé MH (1920).

## Héraldique
|  | Les armes des religieux de Saint-Remi de Reims se blasonnent ainsi : D’azur semé de France à la croix d'argent brochant sur le tout, et surmonté d'une colombe au naturel, déposant la sainte Ampoule de sable sur la croix Le semis bleu fleurdelisé est le traditionnel écu des rois de France. |